# Linfocita T

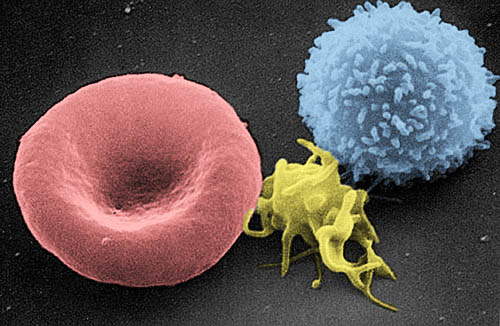
Raffigurazione di un linfocita T al microscopio elettronico (blu, a destra)

I linfociti T sono un gruppo di leucociti appartenenti alla famiglia dei linfociti. Giocano un ruolo centrale nella immunità cellulo-mediata. Sono distinti dagli altri linfociti, quali i linfociti B e le cellule natural killer per la presenza di uno specifico recettore presente sulla loro superficie chiamato recettore delle cellule T (T cell receptor, TCR).
Sono chiamati "T" poiché essi maturano nel timo, a partire dai timociti (sebbene alcuni possano anche maturare nelle tonsille). I linfociti T umani possono essere raggruppati in base a somiglianze nel loro TCR: 
- Linfociti T αβ, che riarrangiano le catene alfa e beta nel costituire il TCR, e sono coinvolte nel sistema immunitario adattativo;
- Linfociti T γδ (presenti in percentuale minore nell'umano, più frequente nei ruminanti), che riarrangiano le catene gamma e delta nel costituire un TCR con diversità limitata[3], e sono coinvolte nel sistema immunitario innato.

## Caratteristiche generali
I linfociti T eradicano le infezioni scatenate da microrganismi intracellulari e attivano altre cellule, inclusi macrofagi e linfociti B. I linfociti T non riconoscono direttamente gli antigeni espressi dal "non-self": se così fosse dovrebbero esistere nell'organismo umano miliardi di cloni linfocitari che dovrebbero sorvegliare qualsiasi tessuto suscettibile a infezione da parte di microrganismi.
Il corpo umano si serve dunque di "intermediari", che hanno il compito di processare l'antigene e di presentarlo negli organi linfoidi secondari, dove sono concentrati la maggior parte dei linfociti T naïve (linfociti T non ancora differenziati). Le cellule che catturano gli antigeni dal patogeno sono dette cellule presentanti l'antigene (APC, Antigen Presenting Cell).
I linfociti T non hanno soltanto una funzione effettrice capace di eliminare cellule tumorali, infette e organismi patogeni, ma hanno anche diverse funzioni supplementari. Si è soliti distinguere i linfociti T funzionalmente individuando le seguenti popolazioni:
|                                  | Suddivisione | Sottopopolazioni                                                                                        | Fonte             |
| -------------------------------- | --- | --- | ----------------- |
| Linfociti T effettori            | 1. T helper (TH) o CD4+ 2. T citotossici (TC) o CD8+ 3. T regolatori/soppressori TREG                                                                                              | 1. TH1, TH2, TH3, TH17, TH9, e TFH 2. Tc doppio-negativo e doppio-positivo 3. FOXP3+ TREG e FOXP3− TREG | [ 5 ] [ 6 ]       |
| Linfociti T della memoria        | 1. T della memoria centrale (TCM , da central memory); 2. T della memoria effettori (TEM e TEMRA cells) 3. T della memoria residenti nei tessuti (TRM) 4. T della memoria virtuali | | [ 7 ] [ 8 ] [ 9 ] |
| Linfociti T Natural Killer (NTK) | 1. NKT di Tipo 1 2. NKT di Tipo 2 3. NKT-simile (NKT-like) | | [ 10 ]            |
| Linfociti T γδ                   | 1. Linfociti Vγ9/Vδ2 2. Linfociti non-Vδ2+ | | [ 11 ]            |

### Differenza con i linfociti B
I linfociti T sono specializzati nel riconoscimento di microrganismi intracellulari, e dunque riconoscono un antigene solo se esso viene "presentato" sulla superficie di una cellula APC. L'antigene si trova sulla membrana cellulare delle APC, complessato con le proteine del complesso maggiore di istocompatibilità (MHC), e non quindi nella sua forma solubile. I linfociti T possiedono un sistema di recettori, TCR/CD4-CD8, tramite i quali riescono a riconoscere il peptide antigenico, presente in un complesso con le proteine dell'MHC. 
I linfociti B, invece, sono in grado di riconoscere gli antigeni direttamente (fungendo, dunque da APC) sulle membrane della cellula ospite, e producono recettori dell'antigene anche in forma solubile.

## Maturazione
La maturazione dei linfociti T è il processo che porta progenitori comuni a trasformarsi in linfociti T maturi capaci di riconoscere l'antigene e di innescare una risposta immunitaria. Avviene attraverso fasi che comprendono riarrangiamenti, proliferazione e selezione. Il processo comincia dall'orientamento delle HSC (Hematopoietic Stem Cells) presenti nel midollo osseo verso la linea B o la linea T. L'attivazione di Notch 1 e GATA-3 indirizza le cellule staminali verso la linea T che comincerà la maturazione nel midollo per poi passare al timo dove verrà stimolata dalla IL-7 prodotta dalle cellule stromali dei due organi.

### Ruolo del timo
L'importanza del timo nello sviluppo dei linfociti T fu inizialmente scoperta con la sindrome di DiGeorge nella quale l'assenza congenita dell'organo causa un basso numero di linfociti T in circolo e quindi una risposta immunitaria notevolmente depotenziata. Il timo viene popolato dai precursori delle cellule T provenienti dal fegato fetale o dal midollo osseo già nei primi mesi di vita intrauterina e vanno occupare le aree del seno sottocapsulare e della corticale esterna. Durante la maturazione si approfondiranno sempre di più all'interno dell'organo. Le cellule stromali timiche producono citochine e chemochine che stimolano la maturazione dei linfociti ed esprimono le molecole MHC la cui interazione con i linfociti è determinante per le fasi di selezione. Nelle fasi iniziali i linfociti esprimono CCR9 che riconosce CCL25 prodotta dal timo, il passaggio dalla corticale alla midollare, invece, è dato dall'espressione di CCR7 che riconosce CCL21 e CCL19 prodotte dall'organo.

### Stadi di sviluppo
Ogni stadio di maturazione è contraddistinto dall'espressione di uno specifico set di molecole che, se non avviene in modo corretto, può portare anche alla morte cellulare.

#### Timociti doppio-negativi
I timociti doppio-negativi o pro-T sono i più immaturi e sono quelli appena arrivati nella corticale. Non esprimono nessuna delle molecole che costituiscono il complesso del TCR, né CD4 o CD8 e da questo deriva il loro nome. In questo stadio avviene la ricombinazione dei geni per la catena β che, possedendo il segmento D, comincerà dal riarrangiamento dei loci D e J e a seguire quello V con DJ. Le sequenze escluse dalla ricombinazione vengono eliminate e si produce un trascritto primario che contiene ancora un introne fra VDJ ricombinati e C. In seguito il mRNA viene maturato giustapponendo i segmenti VDJ a C e poi tradotto generando una catena del TCR matura. Facendo questo, i promotori a monte del segmento V collaborano con un enhancer a valle di C per la trascrizione in dosi massicce di questa catena. È in questa fase che viene scelto il tipo di linfocita che verrà generato. Circa il 90% dei timociti, infatti, va incontro al riarriangiamento e all'espressione della catena β, mentre il restante 10% genera una catena γ. La formazione della prima catena è determinante per la scelta della seconda.

##### Recettore pre-T
La generazione della catena β viene espressa sulla superficie cellulare insieme con una catena invariante (detta pre-Tα), CD3 e alla catena ζ formando il recettore pre-T. Questo recettore è indispensabile per il proseguire della maturazione linfocitaria. È da precisare che solo la metà dei timociti riesce a riarrangiare in modo corretto la catena β a causa di mutazione inserite appositamente che creano anche proteine non funzionanti. Siccome il pre-T invia segnali di sopravvivenza e di proliferazione, le cellule mancanti di questo recettore sono destinate a morire. Il recettore blocca anche la ricombinazione della catena β limitando l'espressione di un allele e induce il passaggio allo stadio successivo.

#### Timociti doppio-positivi
In questo stadio, i linfociti esprimono sia CD4 sia CD8 e avviene il riarrangiamento della catena α. L'evento di ricombinazione è costituito solamente dall'unione dei segmenti V e J (per la mancanza di D) che verranno poi tradotti insieme con il segmento C dal mRNA maturo. A differenza della catena β non avviene nessuna esclusione allelica, quindi sui linfociti possono coesistere catene α diverse provenienti da cromosomi diversi. In ogni caso la formazione della catena α causa la delezione dei geni per la catena δ, portando irreversibilimente il linfocita T a essere αβ. La mancata ricombinazione della catena porta all'impossibilità di formare il complesso del TCR completo causando la morte della cellula.

### Eventi di selezione
Durante la maturazione i linfociti T vanno incontro a numerosi eventi di selezione che portano a una drastica riduzione della quantità a favore della qualità dei pochi rimasti. Senza selezione, infatti, si avrebbero moltissimi linfociti T inutili o potenzialmente pericolosi.

#### Selezione positiva
Durante la fase doppio-positiva vengono generati moltissimi TCR grazie alla grande ricombinazione. Nella corteccia timica, a questi linfociti vengono presentati dei peptidi self legati alle molecole MHC di classe I o II: le cellule che legano le MHC self sopravvivono, mentre le altre vanno incontro ad apoptosi. Questa selezione è anche responsabile dell'indirizzamento dei linfociti doppio-positivi a singolo-positivi CD8 o CD4. Ogni linfocita doppio-positivo attraversa uno stato in cui è riccamente espresso CD4 a discapito del CD8. La potenza del segnale che attiverebbe diversi fattori di trascrizione capaci di aumentare la produzione di uno e annullare quella dell'altro. I corecettori CD4 legano MHC-II, mentre CD8 le MHC-I. Alla luce di questo se un linfocita T CD4+CD8low che lega una MHC di classe I riceve un segnale debole, vuol dire che quelle poche CD8 generano un segnale debole che viene interpretato come un incentivo a produrre CD8 (gli unici recettori che sono impegnati in legame). Se invece il segnale è forte significa che i recettori CD4 hanno legato MHC di classe II e la potenza del segnale provoca l'inibizione di CD8 a favore di CD4. Le cellule epiteliali corticali sono esclusive per questa selezione.

#### Selezione negativa
La selezione negativa avviene praticamente in tutti gli stadi della maturazione e riguarda il legame con i peptidi self. Per evitare la produzione di linfociti autoreattivi e pericolosi, tutte le cellule che legano con alta affinità il complesso MHC-peptide self vengono destinate all'apoptosi. Questa caratteristica dei linfociti viene chiamata tolleranza e quella indotta negli organi linfoidi primari tolleranza centrale. Le cellule dendritiche, i macrofagi e le cellule epiteliali midollari sono le principali operatrici della selezione negativa. Le cellule epiteliali midollari, in particolare, esprimono AIRE (AutoImmune Regulator) che induce l'espressione di geni tessuto-specifici che diventano peptidi self da esporre sulle MHC.

### Altri tipi di linfociti
Durante le tappe di maturazione appena descritte, che portano alla formazione di linfociti T αβ maturi, possono avvenire dei cambiamenti che inducono la differenziazione verso altre due popolazione di linfociti: i linfociti γδ nello stadio doppio-negativo, e i linfociti NKT nello stadio doppio-positivo.

#### Linfociti γδ
Come spiegato nello stadio doppio-negativo, se la ricombinazione della catena γ avviene prima di quella β si ha la differenziazione verso la linea γδ, fatto che avviene per il 10% dei linfociti in quella fase. Questi linfociti presentano una diversificazione minore rispetto alla controparte αβ poiché, per motivi ancora sconosciuti, alcuni segmenti genici non vengono usati durante la ricombinazione. I linfociti γδ, infatti, svolgono un'azione contro un numero limitato di organismi a livello delle barriere epiteliali.
I linfociti γδ hanno anche un ruolo importante nel riconoscimento di numerosi antigeni tumorali. Esperimenti in vitro e in vivo hanno dimostrato la loro efficacia nel riconoscere e distruggere diverse linee di cellule tumorali.

#### Linfociti NKT
La formazione di linfociti NKT avviene quando, nella fase doppio-positiva, i TCR αβ riconoscono un marcatore chiamato CD1-D al posto delle molecole del complesso MHC. Questo corecettore appartiene alle molecole CD1 ma strutturalmente assomiglia molto agli MHC di classe 1 e inoltre è più espresso delle molecole CD1-A, CD1-B, CD1-C, CD1-E. In genere questi linfociti presentano una catena α poco riarriangiata e con una sequenza quasi invariante. Anche queste cellule partecipano alla difesa dell'organismo contro un poco variegato gruppo di antigeni di natura lipidica o glicolipidica. Questi antigeni poi vengono presentati successivamente a processi di fagocitosi di sostanze come pareti batteriche in maniera simile a quanto avviene normalmente per la presentazione MHC-II/TCR/CD-4. Non è ancora chiaro il perché, ma molte cellule NKT esprimono corecettori CD4 o CD8, senza apparenti differenze funzionali (anche se la popolazione NKT CD4+ è preponderante).

## Attivazione
L'attivazione dei linfociti T ha lo scopo di produrre una grande quantità di linfociti T specifici per l'antigene riconosciuto come patogeno nel nostro organismo. L'entrata di un agente microbico nell'organismo stimola l'immunità innata che a sua volta (mentre cerca di distruggere il patogeno) attiva la risposta adattiva anche stimolando le cellule dendritiche. Il riconoscimento dell'antigene proteico legato a MHC da parte del complesso del TCR e il legame dei corecettori (CD4 o CD8) e dei costimolatori (CD2, CD28, CD40L, SLAM e altri) dà inizio alla trasduzione del segnale all'interno della cellula il cui fine è quello di attivare la trascrizione di geni normalmente non espressi nel linfocita T naïve e che sono invece fulcro delle funzioni del linfocita T effettore. La formazione che si viene a creare tra la membrana plasmatica della cellula APC e quella del linfocita a T è detta sinapsi immunologica (SMAC, Supra-Molecular Activation Cluster). Pare che questa si formi preferenzialmente in zone caratterizzate dai lipid rafts (zattere lipidiche) di membrana. La SMAC è formata da una zona centrale (c-SMAC) costituita dal complesso del TCR, dai corecettori, dai costimolatori e dai corrispondenti ligandi sull'APC e da una zona periferica (p-SMAC) costituita da integrine, tra cui spicca LFA-1 che lega ICAM-1 sull'APC. L'attivazione segue passaggi che prevedono il riconoscimento dell'antigene, la costimolazione, la produzione e la presenza di citochine, il tutto per indurre proliferazione e differenziamento nei linfociti.

### Cellule presentanti l'antigene
Le cellule presentanti l'antigene sono particolari cellule capaci di riconoscere un agente patogeno, catturarlo e processare i suoi antigeni per ricavarne peptidi da esporre su molecole MHC di classe II. Le molecole MHC-II vengono poi riconosciute dai linfociti T CD4 helper. Le cellule dendritiche immature possono essere considerate i primi attori a entrare in gioco nel processo di attivazione dei linfociti T: esse catturano gli antigeni di natura proteica (peptidi) penetrati negli epiteli, li processano legandoli a MHC e li trasportano attraverso il sistema linfatico ai linfonodi, se invece gli antigeni vengono incontrati nel sangue vengono trasportati alla milza. La specificità sulla classe delle MHC sta a indicare che vengono riconosciuti dai linfociti T solo antigeni extracellulari catturati dalle APC. Esempi di APC sono i macrofagi, i linfociti B e le cellule dendritiche. Queste ultime sono le più efficienti nel presentare gli antigeni ai linfociti T.

### Riconoscimento dell'antigene
L'antigene rappresenta sempre il primo passo verso la risposta immunitaria ed è anche in grado di regolare la specificità. Nella via di attivazione dei linfociti T per antigene si intendono solo molecole di origine proteica poiché sono le uniche a poter essere processate ed esposte sulle MHC. Negli organi linfoidi le cellule dendritiche, precedentemente migratevi dai tessuti periferici grazie all'espressione di CCL19 e CCL21, presentano gli antigeni ai linfociti T presenti.

### Costimolazione
La costimolazione o secondo segnale (come conseguenza al primo che risulta essere l'antigene) è un meccanismo che causa un aumento della risposta dei linfociti T dopo l'attivazione. L'attivazione senza costimolazione, da esperimenti in laboratorio, sembra comunque procedere ma con regimi molto bassi tanto da renderla necessaria per una risposta efficiente. Lo stato di non responsività in seguito a un'attivazione mancante del secondo segnale prende il nome di anergia. Le principali molecole costimolatorie per l'uomo risultano essere le proteine B7-1 e B7-2. Sono entrambe glicoproteine di membrana presentanti un dominio Ig nella porzione extracellulare e presenti sulle APC. B7-2 è espressa costitutivamente a bassi livelli e viene amplificata in seguito ad attivazione, B7-1 non è espressa, ma viene indotta dopo ore o giorni dall'attivazione. Entrambe legano il recettore CD28 espresso sui linfociti T. Sembra che le cellule dendritiche immature (non aventi ancora incontrato un antigene) presentino bassi livelli di molecole costimolatorie. L'incontro dell'antigene causa l'espressione delle B7 che viene poi mantenuta e supportata dal legame tra CD40:CD40L con i linfociti (che svolge un ruolo di licensing cioè stimola le APC a esprimere più costimolatori e a essere più capaci di attivare altri linfociti). Sembra che sulle APC siano comunque presenti bassi livelli di costimolatori per mantenere i linfociti T regolatori o per selezionare ancora una volta i linfociti autoreattivi (legando fortemente all'antigene ma con bassi livelli di costimolazione diventano anergici). I linfociti T effettori e della memoria sono meno dipendenti dalla costimolazione. Ci sono molti altri costimolatori che agiscono in modo analogo a B7 o CD28. Ne sono esempi ICOS (Inducible Costimulator) che lega ICOS-L che svolgono importanti ruoli nell'attivazione dei linfociti T helper.
Esistono però anche sostanze che svolgono il ruolo opposto cioè di coinibitori. Esempio chiave è la proteine CTLA-4 che come CD28 lega B7. In questo modo svolge il ruolo opposto a CD28 stesso. Sembra che CTLA-4 abbia un'affinità da 20 a 50 volte maggiore a CD28 nel legare B7 e potrebbe servire a legarle in momenti in cui sono poco espresse (come da APC immature che esprimono solo antigeni self).

### Espressione di molecole sulla membrana
L'attivazione causa, sulla membrana dei linfociti T, un aumento o l'inizio dell'espressione di particolari molecole che hanno molteplici risvolti funzionali. Alcune, già citate, sono CD40 e CTLA-4: la prima stimola le APC a diventare più efficienti nell'attivare altri linfociti T, la seconda per la regolazione della risposta immunitaria. Vengono poi espressi CD69, importante per inibire il legame con la sfingosina-1-fosfato, responsabile della fuoriuscita dall'organo linfoide, e CD25 (o IL-2Rα) l'indispensabile recettore per l'IL-2 secreta dai linfociti stessi. Una volta ricevuti i segnali necessari, vengono espresse anche le molecole e i recettori che indirizzano i linfociti T alla sede di provenienza dell'antigene.

### IL-2
L'interleuchina-2 è un fattore di crescita, sopravvivenza e differenziamento dei linfociti T. L'attivazione dei linfociti T induce la trascrizione del gene per IL-2 e la sua espressione sulla membrana. Vengono anche espressi i recettori dell'IL-2 chiamati IL-2R che sono costituiti da tre proteine associate in modo non covalente: IL-2Rα, IL-2/15Rβ (proteina condivisa anche dal recettore della IL-15) e γc (γ comune, poiché è condivisa da molti recettori). I complessi recettoriali sono espressi costitutivamente come IL-2Rβγc che legano a bassa affinità l'interleuchina. L'espressione successiva di IL-2Rα aumenta l'affinità completando il recettore.

#### Funzioni
Sono due le principali funzioni dell'IL-2: sopravvivenza e proliferazione di linfociti T effettori e regolatori. Per quanto riguarda i linfociti T effettori, stimola la produzione di Bcl-2, una delle più importanti proteine antiapoptotiche e inibisce p27, che induce un blocco nel ciclo cellulare. È l'unica proteina, invece, in grado di stimolare l'azione dei linfociti T regolatori (in modo analogo a quanto fatto per gli effettori). Questo ha una rilevanza nei casi di mutazioni del gene che la codifica: mentre una mancanza di IL-2 è indifferente per la risposta immunitaria verso i patogeni, diventa essenziale per impedire la risposta verso antigeni self, cosa che viene fatta dai linfociti regolatori.

### Proliferazione e differenziamento
La produzione di IL-2 e il successivo riconoscimento da parte del suo recettore assicura a linfociti T una grande proliferazione in modo da garantire un elevato numero di linfociti T specifici per un antigene. Questo fenomeno va sotto il nome di espansione clonale. I linfociti poi possono differenziarsi in molti tipi cellulari. Le diverse popolazioni esprimono una serie di combinazioni di citochine che le identificano, oppure solo alcune di queste rendendo difficile l'identificazione. Questi possono possedere profili misti che non si sa se appartengono a cellule in transizione tra una popolazione e l'altra oppure o di sottopopolazioni. In ogni caso ogni popolazione presente delle funzioni effettrici ben precise. La differenziazione linfocitica che si ha in seguito all'espansione clonale può però dare origine a un terzo tipo cellulare, le cellule della memoria, che in caso di infezioni successive potranno indurre rapidamente una potente risposta immunitaria differenziandosi a loro volta in linfociti T effettori. La rapida attivazione è dovuta al fatto che le cellule T di memoria sono attivate dal semplice legame dei loro TCR con il ligando corrispondente, senza la necessità di molecole co-stimolatorie. In seguito alla risposta immunitaria la quantità di un determinato antigene cala e i linfociti T che non riescono più a legarlo perdono quindi il loro segnale di sopravvivenza, di conseguenza la grande maggioranza muore per apoptosi. Le tappe del differenziamento e dello sviluppo delle varie popolazioni saranno trattate nei paragrafi specifici per i vari tipi.

### Termine della risposta
Quale che sia la popolazione o il tipo di linfocita T, l'avvenuta eliminazione dell'antigene e del patogeno associato porta alla mancanza del più importante e fondamentale segnale di sopravvivenza. Questo porta a una progressiva diminuzione del repertorio linfocitario e solo alcuni sopravvivono diventando linfociti T della memoria.

### Dettagli molecolari della trasduzione del segnale
Il fine ultimo delle cascate di trasduzione del segnale è quello di attivare dei fattori di trascrizione che aumentino o incomincino la produzione di proteine specifiche. Nei linfociti T sono tre i principali fattori che vengono attivati:
- AP-1: è un dimero formato dalle proteine Fos e Jun legate fra loro tramite un motivo a cerniera di leucina. È capace di legare altri fattori e agire in sinergia con loro.
- NFAT: ne esistono quattro tipi e i due sintetizzati nei linfociti T sono NFAT1 e 2. Traslocano nel nucleo in seguito a defosforilazione tramite calcineurina.
- NF-κB: è un fattore essenziale per la sintesi di citochine. È presente nel citoplasma in forma inattiva, associato a IκB. La fosforilazione di IκB provoca il suo distacco e la liberazione di NF-κB, che può così traslocare nel nucleo.

La trasduzione del segnale attivatoria e inibitoria dei linfociti T e B sono simili sotto numerosi aspetti.

#### Attivazione di AP-1
Quando un linfocita T tramite il suo recettore TCR riconosce il complesso MHC-antigene alcune proteine chinasi come Lck, associata a CD4 e CD8, e Fyn, associata a CD3, fosforilano i due residui di tirosina all'interno delle loro sequenze ITAM dando inizio alle cascate di trasduzione.

Via di segnalazione per AP-1. Alcune di queste molecole come Rac--GTP hanno il compito di riorganizzare il citoscheletro per permettere la formazione della sinapsi immunologica.

#### Attivazione di NFAT e NF-κB
Il fosfatidilinisitolo trifosfato (o PIP3) è presente sulla faccia interna membrana cellulare e si forma per fosforilazione da fosfatidilinisitolo bifosfato (PIP2) tramite la PI3 chinasi. PIP3 e PIP2 sono anche presenti nelle cascate di segnale mediate da PLCγ1.

Vie di segnalazione per NFAT e NF-κB

#### Inibizione della trasduzione del segnale
L'inibizione della trasduzione del segnale nei linfociti T che hanno incontrato l'antigene è determinata principalmente da alcune tirosine fosfatasi, da alcuni recettori inibitori e da alcune ubiquitina ligasi E3.

##### Tirosine fosfatasi
Le tirosine fosfatasi sono enzimi il cui compito è quello di rimuovere gruppi fosfato dalle tirosine di alcune proteine, principalmente tirosine chinasi e proteine adattatrici, che nel caso dei linfociti T sono coinvolte nella trasduzione del segnale dal complesso del TCR. La rimozione di un gruppo fosfato non sempre implica l'inibizione dell'attività della data proteina, talvolta può determinarne anche l'attivazione. Due tirosine fosfatasi importanti nell'inibizione della trasduzione del segnale e nel suo spegnimento sono SHP-1 e SHP-2 (SH2-domain containing Phosphatase) che rimuovono gruppi fosfato dalle tirosine delle principali proteine coinvolte nella trasduzione del segnale come CD3, ζ, ZAP-70, LAT, PLCγ. Sono coinvolte anche le proteine SHIP (SH2-domain containing Inositol Phosphatase) che rimuove fosfati dagli inositoli fosfati di membrana e CD45 che defosforila Lck e Fyn, con un ruolo ambivalente di attivazione e inibizione non ancora pienamente compreso.

##### Recettori inibitori
I recettori inibitori della famiglia di CD28 sono recettori simili a CD28 ma con funzioni inibitorie e non costimolatorie, ne fanno parte principalmente CTLA-4 e PD-1. CTLA-4 (Cytotoxic T-Lymphocyte Antigen 4, noto anche come CD152) compete con CD28 per il legame a B7-1 (CD80) e B7-2 (CD86), avendo un'affinità molte volte più alta, ma ha funzioni opposte rispetto a esso ed è espresso principalmente nei linfociti T recentemente attivati dall'antigene. Può inoltre contrastare la risposta T reclutando SHP-2. Normalmente CTLA-4 si trova in vescicole intracellulari il cui traffico sembra essere mediato da AP2M1 (AP-2 complex subunit Mu-1) che contribuisce anche alla formazione di un ATPasi endosomiale con il compito di acidificare il contenuto di questi organelli. CTLA-4 sembra essere importante per inibire le risposte self nell'uomo. PD-1 (Programmed cell Death 1) è un altro regolatore con funzioni simili a quelle di CTLA-4, i suoi ligandi sulle APC sono PD-L1 e PD-L2 (Programmed cell Death Ligand) noti anche come B7-H1 e B7-DC. La coda di questa proteina è in grado di reclutare SHP-1 e SHP-2.

##### Ubiquitina ligasi E3
Le ubiquitina ligasi E3 è il terzo metodo con cui è possibile inibire la trasduzione del segnale nei linfociti T. L'ubiquitina ligasi E3 più importante è Cbl-b che poliubiquitina la coda di CD3 e ZAP-70 portando all'endocitosi del complesso del TCR e alla sua degradazione lisosomiale. La via di Vav/Rac inibisce l'azione di Cbl-b.

## Tipologie
Sono presenti diversi tipi di linfociti T, caratterizzati dal diverso meccanismo d'azione e dal meccanismo di funzionamento, come i linfociti T helper, linfociti T citotossici, linfociti T memoria, linfociti T regolatori, linfociti T natural killer e linfociti T γδ.

### Linfociti T CD4 helper
I linfociti T CD4 helper sono i linfociti T ristretti per le molecole MHC di classe II che vengono attivati solamente dalle APC. Le azioni svolte dai linfociti helper sono molteplici e sono tutte svolte da sottopopolazioni specifiche per le funzioni che espletano. In generale si può dire che lo scopo dei linfociti T helper è quello di secernere citochine in seguito a stimolazione antigenica fungendo da "aiutanti" sia nella risposta immunitaria adattativa sia innata, in aperta contrapposizione ai CD8 citotossici che svolgono un'azione diretta nell'uccisione delle cellule.
A partire dai linfociti T helper si sviluppano diverse sottopopolazioni in risposta a citochine prodotte durante le fasi precoci della risposta. Queste citochine possono essere prodotte dalle APC stesse o da altre cellule che si trovano nel sito della risposta. Recenti studi parlano di cellule dendritiche specializzate nel promuovere uno specifico differenziamento tramite produzione in grandi quantità delle citochine che servono. I linfociti T differenziati poi producono le citochine che li caratterizzano favorendo la propria popolazione e inibendo le altre. Questo differenziamento fa parte della specializzazione dell'immunità adattativa dal momento che sottotipi diversi possiedono funzioni effetrici ben diverse.

### Linfociti T CD8 citotossici
I linfociti T CD8 (CTL) sono linfociti che svolgono la loro azione principalmente eliminando le cellule infettate. Durante l'attivazione riconoscono le molecole MHC di classe I presenti sulle APC. Durante la processazione dell'antigene le APC presentano sulle MHC i peptidi di origine citoplasmatica, cioè quei prodotti di microbi che possono essere presenti solo in caso di infezioni dirette. Le MHC di classe I sono presenti su tutte le cellule nucleate del nostro organismo il che le rende, di fatto, capaci di auto-dichiararsi infette e di essere uccise.

#### Differenziamento
La maturazione e l'attivazione dei linfociti CD8 segue sostanzialmente la via dei CD4. Sembra però che per l'attivazione siano necessari anche segnali da parte dei linfociti helper. Queste stimolazioni possono essere superflue nel caso la risposta innata sia molto forte o se le cellule dendritiche risultano essere infettate esse stesse. Mentre sono necessarie in situazioni nelle quali l'azione della risposta innata è debole, come contro virus, nei tumori o nei trapianti. In ogni caso il differenziamento si estrinseca nell'attivazione di fattori trascrizione come T-bet e l'eomesodermina. Questo causa lo sviluppo di granuli citoplasmatici associati alla membrana contenenti granzimi e perforina, indispensabili per l'azione citotossica.

#### Citotossicità
I meccanismi con cui i linfociti CD8 estrinsecano la loro citotossicità fa sì che non vengano danneggiate altre cellule vicine o le stesse CTL. Questo avviene grazie alla formazione della cosiddetta sinapsi immunologica, cioè la creazione di uno spazio chiuso fra linfociti e cellula bersaglio nel quale rilasciare gli enzimi che andranno a distruggere la cellule infetta. Il processo di uccisione continua anche se il CTL si stacca dalla "vittima" e per questo si dice il linfocita trasmette un colpo letale. La fusione dei granuli con la membrana, causa la fuoriuscita del loro contenuto (molto simile a quello dei linfociti NK):
- granzimi A, B e C;
- perforina, in grado di alterare la struttura e creare pori sulla superficie cellulare;
- serglicina, che serve a facilitare l'ingresso dei granzimi attraverso la perforina;
- granulisina, che altera la permeabilità delle cellule.

Un altro metodo, condiviso da molte cellule che non possiedono i granuli dei CTL, è l'espressione della proteina detta ligando di Fas che lega Fas sulla membrana cellulare. Sembra che l'attivazione di Fas causi la morte della cellula che lo espone. Si è già detto che la sinapsi immunologica previene danni alle cellule adiacenti isolando la zona di secrezione senza, però apparentemente proteggere i CTL stessi. I linfociti, infatti, per ovviare a questo, secernono anche catepsina B, un enzima in grado di degradare qualsiasi molecola di perforina si avvicini al linfociti.

#### Azione
Il principale metodo di riconoscimento è dato dal corecettore CD8 che, legandosi alle MHC di classe I, permette di riconoscere il peptide portato su di esse. Le cellule bersaglio devono anche presentare la molecola di adesione ICAM-1 che legandosi a LFA-1 presente sui linfociti va a formare la sinapsi immunologica, una struttura a forma di anello che presenta una zona di trasduzione del segnale e un dominio secretorio. I linfociti CD8 esprimono anche KIR (Killer Immunoglobulin Receptors) un recettore tipico dei linfociti NK che permette di inibire l'attacco su cellule non infettate. Il recettore NKG2D, inoltre, è in grado di riconoscere molecole simili a MHC come MIC-A, MIC-B e ULBP che possono fuorviare i CTL. Una volta avvenuto il riconoscimento il legame tra le molecole di adesione LFA-1/ICAM-1 causa la formazione della sinapsi e dei cambiamenti nel citoscheletro dei linfociti per cui i granuli si vengono a trovare tutti nel dominio secretorio. I CTL sferrano il colpo letale con l'apertura dei granuli. I linfociti CD8 producono anche interferone γ che causa l'attivazione dei macrofagi e la loro successiva azione di fagocitosi.

#### Ruolo nella difesa
I linfociti T CD8 citotossici svolgono l'importante ruolo di distruzione delle cellule infettate dai microbi. Questa funzione è importante per prevenire un'ulteriore proliferazione dei patogeni nelle nostre cellule che senza l'intervento del sistema immunitario non sarebbero in grado di controllare. Molte cellule infatti, non hanno gli strumenti per fermare un'invasione microbica per via dell'estrema capacità dei patogeni di scavalcare tutte le barriere poste dal nostro organismo. È importante ricordare, comunque, che l'uccisione di cellule infette avviene senza discriminazione e molte volte è più il danno causato dalla risposta immunitaria che non dal virus stesso a causa del grande numero di cellule uccise.

### Linfociti T regolatori
I linfociti T regolatori, detti anche soppressori, sono coinvolti nei processi di regolazione, soprattutto in senso negativo, di spegnimento della risposta immunitaria contribuendo alla tolleranza periferica (in particolare inducendo l'apoptosi in linfociti attivati senza un reale bisogno tramite fasL, ma anche esprimendo il recettore per IL2 ad altissima affinità in maniera da sottrarlo ai linfociti TH1). Questa regolazione sembra sia guastata in processi di autoimmunità, mentre sfruttata a proprio vantaggio dai tumori per eludere il sistema immunitario.

### Linfociti NKT
I linfociti NKT sono una piccola popolazione di linfociti T che esprime CD56, un marcatore tipico delle cellule Natural Killer. Una parte di questi linfociti esprime una catena α codificata da un unico segmento riarrangiato e per questo viene chiamata invariante. I recettori presenti su questo tipo di cellule sono in grado di riconoscere lipidi associati a particolari molecole, chiamate CD1, che svolgono un ruolo simile alle MHC di classe I. L'espressione di uno, entrambi o nessuno dei corecettori CD4 e CD8 non influenza minimamente la loro azione. Sono in grado di produrre grandi quantità di interleuchina-4 e INF-γ aiutando i linfociti B della zona marginale a produrre anticorpi verso lipidi.

### Linfociti γδ
Come spiegato nella sezione relativa alla maturazione, è possibile che i recettori del linfociti T siano composti da due catene alternative, la γ e la δ. Questa decisione viene effettuata in corso di maturazione e solo un 10% circa matura come linfociti T γδ. Come negli αβ il recettore si associa a CD3 e alla catena ζ e diventa capace di legare gli antigeni. La differenza è che solo pochi segmenti genici sono in grado di ricombinare e generare catene variabili che, quindi, risultano essere conservate e invarianti. Sono molto abbondanti nei tessuti epiteliali dove presentano una diversificazione minore che nei tessuti linfoidi. I recettori, non ristretti per MHC, sono in grado di riconoscere peptidi che non devono essere processati, alchilamine, lipidi.

### Linfociti T della memoria
I linfociti T della memoria, analogamente ai linfociti B della memoria, sono un particolare tipo di linfociti antigene-specifici che si formano grazie alla capacità di sopravvivere per anni o per l'intera vita. Il numero dei linfociti della memoria è proporzionale alla dimensione della popolazione specifica durante la risposta immunitaria. Sembra che seguano un differenziamento divergente, ma non è chiaro quali siano i segnali che li portino a formarsi. Possiedono diverse caratteristiche rispetto ai linfociti normali:
- esprimono livelli maggiori di proteine antiapoptotiche che consentono loro di non morire al termine della risposta;
- sono presenti in numero più alto rispetto ai linfociti naïve per lo stesso antigene;
- offrono una risposta più immediata e più potente rispetto alla prima;
- ridotta dipendenza dalla costimolazione;
- la sopravvivenza non richiede il contatto con l'antigene, ma le citochine IL-15 e IL-7;
- il marcatore risulta essere CD45RO, invece che CD45RA.

#### Tipi di memoria
Esistono fondamentalmente due tipi di memoria: centrale ed effettrice. La memoria centrale è costituita da linfociti della memoria che esprimono il recettore CCR7 e la L-selectina con i quali si impegnano nei linfonodi. Hanno grandi capacità proliferative che permette loro di originare un grande numero di linfociti effettori. La memoria effettrice si localizza in sede periferica e ha la capacità di tornare subito effettrice in caso di stimolazione assumendo capacità citotossiche. L'origine è molto variegata: possono formarsi da linfociti CD4 già differenziati o no e da linfociti CD8.